# The Cure
The Cure é uma banda britânica de rock fundada em 1976, em Crawley, Inglaterra. A banda passou por várias mudanças de formação, com o vocalista, guitarrista e principal compositor Robert Smith sendo o membro constante e principal responsável por sua direção musical e criativa. Iniciaram a sua carreira ainda muito influenciados pelo punk, porém, rapidamente começaram a desenvolver sons mais sombrios e densos, assim como letras mais complexas e angustiantes — influenciadas por literatura existencialista, niilista, gótica e de fantasia de autores como Sartre, Kafka, Peake, Camus, Poe, Farmer entre outros — sem cedências, conseguindo, com essa combinação, a sua imagem de marca e um estatuto de culto que perdura até hoje.
Em meados dos anos 1980, já com alguma abertura a sons e letras mais comerciais, obtiveram grande sucesso entre as massas, com diversos álbuns e singles a alcançar grande exposição e popularidade em boa parte do globo. Na segunda metade dos anos 1990 sofrem de algum distanciamento e rechaço por parte da imprensa musical e também dos fãs — estes já tinham partido em novas direcções musicais e tendências —, assim como de sérios problemas internos que os paralisaram por um longo período e os penalizaram comercialmente. Com a chegada do novo século, a banda acabou por vir a ser, paulatinamente, reconhecida internacionalmente como uma das mais influentes do rock alternativo e uma nova vaga de fãs e de entusiasmo reavivou a banda com turnês enormes e pavilhões esgotados no mundo ocidental.
Várias canções dos Cure atingiram o sucesso nas rádios e as posições cimeiras de canções mais vendidas, tais como "Just Like Heaven", "Close To Me", "Lovesong" ou "Friday I'm in Love", recebendo imensas indicações e vários prémios. O grupo tinha vendido, até 2004, mais de 30 milhões de cópias em todo o mundo, com 1.1 milhão de vendas certificadas somente no Reino Unido, elevando-o assim ao estatuto de uma das bandas alternativas de maior sucesso da história.
Em Outubro de 2008 a revista britânica NME anunciou a atribuição do prémio 'Godlike Genius' à banda, em forma de reconhecimento pela contribuição para a música alternativa e pela sua extraordinária carreira. A banda acabou por ser introduzida no Hall da Fama do Rock and Roll de 2019. Em meio a apresentações de comemoração aos 30 anos do disco Disintegration, o grupo estava no processo de gravação de seu décimo quarto álbum de estúdio, Songs of a Lost World, lançado em 1 de novembro de 2024 pela Fiction, Lost Music, Universal, Polydor e Capitol Records. É o primeiro lançamento de material novo da banda em 16 anos desde 4:13 Dream, de 2008.

## História

### Formação: Malice, Easy Cure, The Cure eThree Imaginary Boys(1973–1979)
A primeira formação do que viria a ser os The Cure chamava-se The Obelisk e era composta por estudantes da Notre Dame Middle School de Crawley, Sussex. O grupo fez a sua estreia em público em abril de 1973 e contava com Robert Smith no piano, Michael Dempsey e Marc Ceccagno nas guitarras, Laurence "Lol" Tolhurst na percussão e Alan Hill no baixo. Em Janeiro de 1976, após deixar os Obelisk, Marc Ceccagno forma os Malice com Robert Smith, que agora passa a guitarrista e Michael Dempsey, por sua vez, a baixista, mais outros dois companheiros de turma da St. Wilfrid's Catholic Comprehensive School. Ceccagno, abandona o projeto pouco depois para formar uma banda de Jazz-rock fusion chamada Amulet. Mais tarde, Lol Tolhurst, dos Obelisk, e Porl Thompson — este último já bastante conhecido na região pelas sua destreza na guitarra — entram para os Malice para os lugares de baterista e guitarrista solo respetivamente. Após várias tentativas falhadas para conseguirem um novo vocalista, Peter O'Toole assume a posição. Neste período fazem covers de David Bowie, Alex Harvey, Jimi Hendrix, entre outros e começam também a escrever o seu próprio material.
Em Janeiro de 1977, após alguns concertos pouco satisfatórios e também pela crescente influencia do movimento punk rock, que nesta altura começava a emergir com uma enorme vitalidade, os Malice passam a ser conhecidos como Easy Cure — nome retirado de uma canção de Lol Tolhurst. No mesmo ano ganham um concurso de talentos promovido pelo selo alemão Hansa Records e conseguem um contrato de gravação, porém, apesar da banda ter gravado várias faixas para esta editora, nenhuma foi lançada no mercado. Em Setembro do mesmo ano, Peter O'Toole, abandona o grupo e Robert Smith, à falta de melhor, assume o papel de vocalista. Após desavenças, em Março de 1978, sobre a direcção que a banda deveria tomar — o grupo rapidamente percebeu que haviam ganhado o concurso não pelo seu valor mas pela sua imagem, —  decidiram terminar o contrato com a Hansa. Smith mais tarde recordaria "Nós éramos muito jovens e pensaram que nos podiam transformar num grupo para adolescentes. O que realmente queriam era que apenas fizéssemos covers e nós recusávamos sempre".

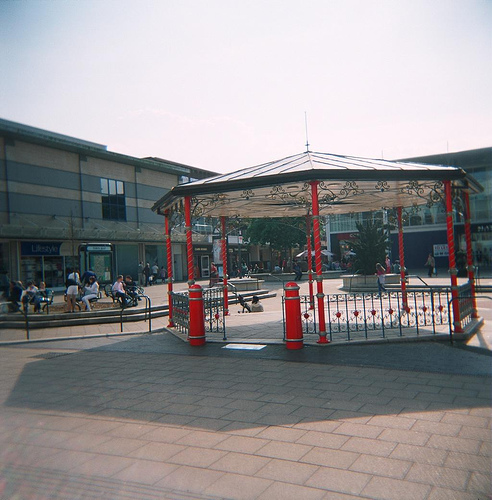
O coreto de Crawley onde os The Cure fizeram um dos seus primeiros concertos e que se pode ver no vídeo Staring At The Sea - The Images.

Robert Smith deixa de achar graça ao nome da banda e altera-o para The Cure, uma vez que a antiga denominação lhe soava demasiado à "West Coast" (i.e. Hippie). Entretanto, Robert Smith também começa a não achar muita piada aos longos solos de Porl Thompson, já que começava a estar cada vez mais inclinado para um som minimalista e assim, em pouco tempo, também este abandonaria o projeto.
| “ | …Todos os grupos que gostávamos tinham o "the" antes do nome da banda, mas The Easy Cure soava estúpido e então mudamos o nome para The Cure. Enfadou alguns dos nossos antigos fãs mas…bom, lá está… achei que The Cure era mais "aquela coisa". | ” |

Nesta altura os Cure passam a ser um trio composto apenas por Robert na voz e guitarra, Michael Dempsey no baixo e Lol Tolhurst na bateria. Enviam as suas demos a todas as grandes editoras, mas não obtêm nenhuma resposta excepto do A&R da Polydor, Chris Parry, que ao ouvir a canção "10:15 Saturday Night" se entusiasmou e sentiu ter encontrado uma banda com enorme potencial. Após uma longa conversa, com vários copos à mistura, assinam um contrato com Parry. Porém, não foi com a Polydor, como esperavam inicialmente, mas sim pela sua própria editora que acabara de criar — a Fiction Records. Assim, os The Cure, são a primeira banda a assinar por este selo discográfico.
O primeiro single da banda, "Killing an Arab", é lançado no Natal de 1978 e é bem recebido pela crítica inglesa sem, no entanto, pelo seu título, deixar de criar polémica — para aumentar a controvérsia era também frequente, ainda que com grande desagrado por parte da banda, a presença da Frente Nacional Britânica em vários concertos — junto de pessoas menos informadas que pensaram que a música teria conteúdo racista, porém a música não era nem mais nem menos que uma singela homenagem ao romance existencialista, O Estrangeiro, de Albert Camus. O primeiro álbum, Three Imaginary Boys, sai em Maio de 1979, e foi igualmente recebido com boas críticas, ao ponto de os apelidarem de "os novos Pink Floyd" (do período de Syd Barrett).
Contudo, o que caracteriza este primeiro álbum, uma espécie de compilação de temas antigos ainda com algumas influências punk, é uma música rápida e direta que já não reflete a imagem de Robert Smith desta altura, mas sim a do passado, do período Easy Cure. Apesar disso, há já algumas boas indicações quanto ao som que Robert estaria a imaginar para o futuro em temas como "Another Day", "10:15 Saturday Night" ou "Three Imaginary Boys" — três canções já mais melancólicas, intimistas e sombrias. A capa deste álbum tem a particularidade  — bastante original, diga-se — de não ter imagem nenhuma da banda, mas sim de três objetos comuns a representá-la (abajur, aspirador e um frigorífico), e tampouco em lugar algum se pode ver o nome das faixas. Apenas encontramos imagens relacionadas com cada uma delas, criando assim um certo mistério e intelectualismo em torno do grupo de Smith. Chris Parry queria demonstrar com esta estratégia, que a banda valia essencialmente pela sua música e não pela sua imagem. Neste período, que vai até, mais ou menos, à segunda passagem de Smith pelos Banhees, pretendiam demonstrar que eram essencialmente pessoas comuns a fazer música sem necessitar de qualquer tipo de imagem ou encenação.
| “ | O meu problema com os Cure era: aqui está uma banda sem imagem mas com uma música forte. E então pensei "vamos fazer isto totalmente sem imagem" em vez de ir pelo típico, sangrento, macabro e violento que estava em voga para as capas de álbuns desta altura. Pensei, "vamos fazer isto totalmente desapaixonados, vamos escolher as três coisas mais mundanas que possamos encontrar." | ” |

| “ | Eu nem gostei do álbum. Nem sequer pensei que soasse a The Cure de todo. Muitas pessoas disseram que gostavam da sua diversidade mas essa é exatamente a razão pela qual não gostei do álbum. Soa como uma compilação ou algo parecido… | ” |

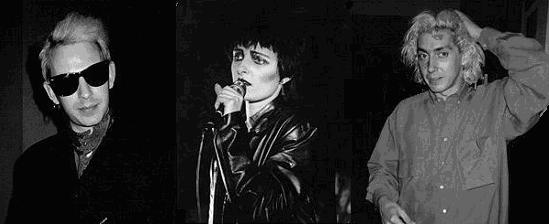
Steven Severin, Siouxsie Sioux e Budgie da banda Siouxsie and the Banshees da qual Robert Smith era afiliado em 1979, e de 1982 a 1984.

Começam em Maio de 1979 a tournée de promoção ao álbum e três meses depois são convidados para banda de suporte de Siouxsie and the Banshees. Após uma invulgar e inesperada deserção no seio deste grupo, em plena tournée, Robert Smith oferece-se para o lugar de guitarrista até ao fim desta — sabia que abrir para os Banshees era de importância vital para a sua banda e não podia correr o risco de esta ser cancelada — e passa a fazer ambos sets, tanto pelos Cure como pelos Banshees. Essa experiência musical com os Banshees teve um forte impacto sobre Smith, permitindo-lhe tocar uma música mais sombria e com mais efeitos nas guitarras: 
| “ | No palco, naquela primeira noite com os Banshees, fiquei impressionado com o quão poderoso me senti tocando esse tipo de música. Era tão diferente do que estávamos fazendo com os Cure. Ser um Banshee realmente mudou minha atitude em relação ao que eu estava fazendo | ” |

. Entretanto, editam o single "Boys Don't Cry", em Junho, que, apesar das boas expectativas que tinham, não obtém o sucesso esperado.
O terceiro single dos Cure, "Jumping Someone Else's Train" foi lançado no começo de Outubro de 1979. Pouco depois, Dempsey, sai da banda pela sua fria recepção ao material que Smith havia escrito para o álbum seguinte. Dempsey junta-se aos The Associates, enquanto o baixista Simon Gallup e o teclista Matthieu Hartley, da banda de post-punk/new wave de Horley, The Magspies, se juntam aos The Cure. Já com a nova formação, os Cure apresentam várias canções ao vivo do projetado segundo álbum, denotando, desde logo, uma viragem abrupta na sua sonoridade. Enquanto isso, uma banda paralela formada por Smith, Tolhurst, Dempsey, Gallup, Hartley e Thompson, com vozes de apoio da família e amigos, e com o carteiro local, Frankie Bell, a vocalista, lançam um single de 7 polegadas em Dezembro sob o nome presumido de Cult Hero.

### Período obscuro (1980–1982)
Após a edição deste primeiro álbum e da sua tournée de promoção, Robert, inicia pouco depois a gravação do período mais sombrio do grupo — a trilogia, Seventeen Seconds, Faith e Pornography. Este período é considerado, por uma parte considerável de fãs, como a melhor fase da banda no qual foram produzidas canções incontornáveis da sua carreira como "A Forest", "Play For Today", "Primary", "Faith", "Charlotte Sometimes", "One Hundred Years" ou "A Strange Day". Se Seventeen Seconds nos reporta ao princípio do fim da ilusão infantil e da inocência do amor, Faith, por sua vez, descreve, com uma precisão assinalável, a agonia e morte de esses mesmos sentimentos. Em Pornography, toda essa melancolia letárgica e emoções reprimidas, liberta-se em forma de desespero, raiva e ódio contra a realidade humana, colocando este álbum como um referente indefectível para a música alternativa.
| “ | Tomamos conta da Fiction e não deixávamos entrar ninguém… Não me conseguia lembrar do que tinha feito ou onde tinha estado. Perdi verdadeiramente contacto com o que era a realidade por um par de meses. | ” |

Robert Smith, que estava insatisfeito por não ter o controle sobre certos aspetos criativos, passou, nesta altura, a tomar as rédeas de todo o processo e co-produziu o seguinte álbum, Seventeen Seconds, juntamente com Mike Hedges. A Forest foi o primeiro single dos Cure a entrar na tabela de singles do Reino Unido e foi a primeira música que se pôde ouvir deste novo período. Apesar de ser bastante diferente do que tinha sido feito anteriormente este tema é a quintessência e referência deste novo período e até mesmo de toda a carreira — um som obscuro, depressivo, misterioso, hipnótico, com uma letra que nos remete à busca infindável por algo que nunca verdadeiramente existiu, a uma ilusão da qual não se escapa, à solidão, ao desespero.
Após a tournée de 1980, Matthieu Hartley deixa a banda e a propósito da sua saída e sobre a nova direcção que a banda estava a seguir, afirma na altura, que se apercebeu que a banda estava a ir "em uma direcção suicida, a uma música sombria", do tipo que não lhe interessava de maneira nenhuma.
Em 1981, satisfeitos com o ambiente reproduzido por Mike Hedges no segundo álbum, gravam novamente com este produtor. Desta vez, o terceiro álbum, Faith, consegue levar ainda mais ao extremo o ambiente cinza, desolador e depressivo presente no álbum anterior.
Na Picture Tour de 1981, os concertos assemelhavam-se a cerimónias religiosas, com uma atmosfera altamente depressiva ao ponto da audiência não aguentar e provocar graves tumultos e a própria banda se ver envolvida nos incidentes. Nesta tournée, antes dos concertos, em vez de uma banda de suporte apresentavam o filme Carnage Visors de Ric Gallup (irmão de Simon Gallup), um filme animado que tentava criar a atmosfera depressiva e sombria pretendida para o início do concerto. Robert Smith vivia tão absorvido neste ambiente deprimente e desolador, que em certas ocasiões chegava a terminar os concertos em lágrimas e já para o fim da tournée até se recusava a tocar temas do primeiro álbum para não interferir com o ambiente "cerimonial".
| “ | Não me apercebi do efeito que [a música] tinha na banda. Pensei que podíamos juntar as músicas [de álbuns anteriores] quando tocássemos ao vivo e as outras canções iriam criar um equilíbrio, mas acabou por afetar-nos a todos. Aquelas canções tiveram um efeito negativo em nós — quanto mais as tocávamos, mais deprimidos e desolados ficávamos. | ” |

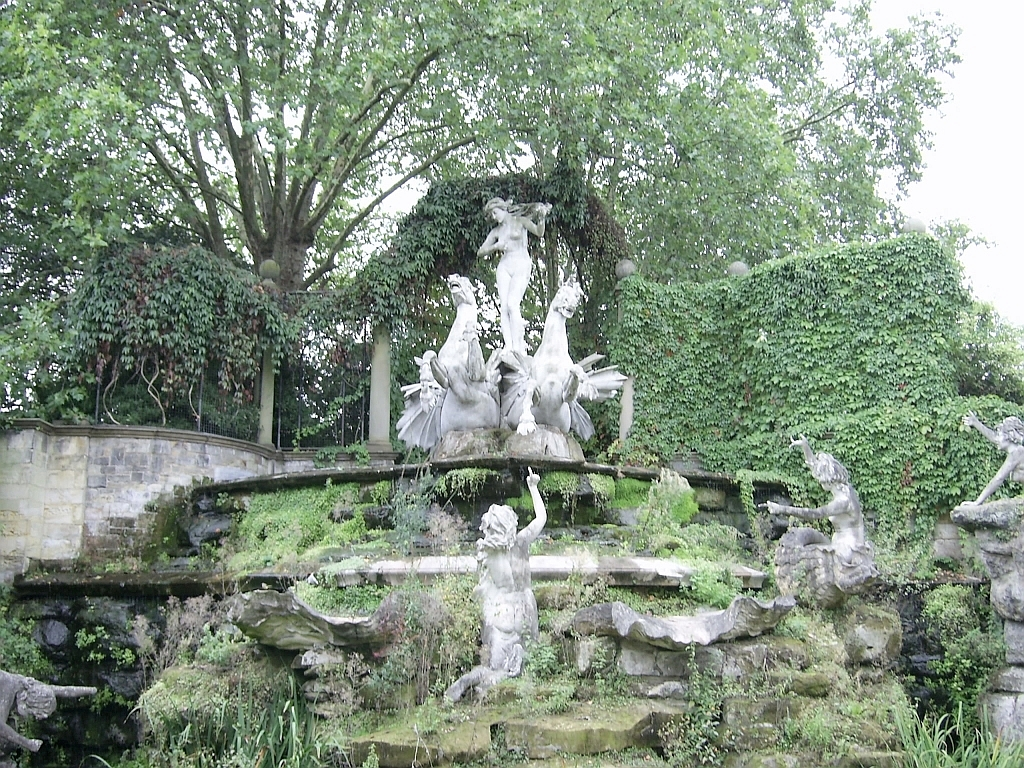
York House Gardens, local onde foi gravado o videoclipe para "The Hanging Garden", do álbum Pornography.

Em 1982 editam Pornography, um dos álbuns mais importantes da banda e que é o pico deste período mais sombrio. Este é um dos trabalhos que alguns críticos musicais indicam como paradigmáticos do rock gótico, demonstrando uma sonoridade típica do pós-punk, mas muito mais obscura e desesperadora. Um álbum gravado no limite da lucidez e já muito perto da insanidade, provocada por vários excessos sendo o mais evidente o consumo desmesurado de todo o tipo de drogas e álcool. Este comportamento por parte de todos os três elementos da banda — que os tornam demasiado frios, egocêntricos e até algo maníacos — vai criar problemas graves em pouco tempo e ter grandes repercussões no seio do grupo. O álbum, que inicia com a linha, "it doesn't matter if we all die" (não interessa se todos morrermos), define com precisão o ambiente em que a banda vivia absorvida neste período — e que de certa forma se pretendia e se instigava de maneira explorar os limites da sanidade e criar algo condizente com esses sentimentos. O niilismo, auto-aversão, morte, loucura, drogas, suicídio, desespero e ódio em relação às nossas falhas como humanos (traições, manipulações etc) são alguns dos ingredientes explorados neste trabalho icónico que com o tempo ganhou estatuto de culto. Apesar das preocupações legítimas, por parte da editora, no que concerne à comercialização deste álbum e da dificuldade em se encontrar um single promocional, é o primeiro álbum da banda a atingir o top 10 no top do Reino Unido, atingindo o oitavo posto.
Por esta altura, na digressão de promoção a este álbum, começam também a alterar a sua postura de não-imagem e encetam uma mudança no seu visual. Pintam os olhos e a boca com batom — que com o calor das luzes dava a sensação de que estariam a sangrar — e começam a deixar crescer o cabelo de uma forma desgrenhada, inspirados pelo estilo de Jack Nance no filme Eraserhead de David lynch.
Assim, com o excesso de drogas e a música levada ao limite, vivia-se um ambiente de "cortar à faca" dentro da banda e os concertos eram realizados quase sem qualquer diálogo entre os membros, cada um com as suas próprias preocupações e paranóias. Este período, que levou os membros da banda ao limite das suas capacidades físicas e psíquicas, culminou em pancadaria entre melhores amigos —Simon Gallup e Robert Smith pegaram-se violentamente em plena tournée, num bar, por algo insignificante. Os The Cure desta fase obscura, que tanto influenciou a subcultura gótica, tinha acabado. Irão ressurgir um pouco mais tarde num registo bastante diferente, ainda que sem renegar o seu passado. O fim nunca foi oficialmente confirmado mas ninguém esperava voltar depois das consequências físicas e especialmente psicológicas que este período provocou nos três membros da banda. Simon Gallup, após tudo o que aconteceu, estava mesmo fora da banda..
| “ | Na tournée do Faith, comecei a ler livros sobre insanidade, psiquiatria, asilos, bom, saúde mental em geral. Pensei no tipo de existência que as pessoas devem ter quando estão internadas, a maneira como são tratadas e pensei que se eu estivesse sozinho aquilo me podia acontecer. Em vez de cantar para uma audiência, poderia encontrar-me a cantar para uma parede. | ” |

### Período de indefinições (1983–1984)
Em 1983, Robert Smith era também membro integrante da banda Siouxsie and the Banshees e é neste período, no seio deste grupo, que Robert adopta mais vincadamente a sua imagem de marca, inspirada em Siouxsie Sioux — lábios esborratados de batom, olhos pintados e o cabelo levantado de uma forma despenteada. Fez tanto sucesso que a sua imagem se volveu um ícone que perdurou no tempo.
Robert, que nesta altura se sentia perfeitamente confortável e satisfeito em ser somente um guitarrista — ao contrário do papel central que tinha que desempenhar nos Cure — leva Chris Parry, temendo perder Robert Smith definitivamente para os Banshees, a incitá-lo a gravar algo diferente e mais comercial.
| “ | …Eu queria tocar com eles porque estava farto de ser o vocalista e líder de banda durante tantos anos. Queria ser só o guitarrista para ver se seria diferente em uma outra banda, queria ver se as minhas experiências eram diferentes das deles. | ” |

Antevendo o descontentamento e desilusão dos fãs, Robert sugere gravar com um nome diferente que não The Cure, mas Chris Parry consegue convencê-lo dos benefícios. Por outro lado, Robert, nesta altura, estava com intenções de terminar com os Cure ou, no mínimo, com todo o misticismo à sua volta, daí que não tenha sido assim tão difícil convencê-lo a gravar algo completamente antagónico ao que os Cure representavam até esta altura. Assim, ainda no fim de 1982, surge o single Let's Go To Bed e mais tarde, já em 1983, The Walk (#12/UK) e The Lovecats (#7/UK). Com esta aventura no mundo dos sintetizadores e do synthpop, que estava em voga na altura, os Cure conseguem alcançar algum público mainstream que até então não lhes prestava qualquer atenção. Lol Tolhurst, não conseguindo evoluir mais na bateria e estar à altura dos desafios que os novos tempos exigiam, resolveu passar para os teclados e construir melodias — muitas delas inolvidáveis. Andy Anderson, um virtuoso, seria o baterista nas gravações de 1983 e futuramente seria integrado na banda, enquanto que o produtor e baixista, Phil Thornalley assumiria, com mestria, o lugar deixado vago por Simon.
Neste período — um tempo de indefinição quanto ao futuro dos Cure — Robert Smith iniciava um projeto paralelo com o baixista dos Banshees, Steven Severin, de nome The Glove. Editam somente um álbum, Blue Sunshine — uma relíquia deliciosa desse período — mas foi o suficiente para ser bastante marcante para os dois, nem que fosse apenas pelo afamado consumo desmesurado de drogas psicadélicas que usavam na altura enquanto viam filmes Série B e Z pela madrugada fora. Andy Anderson seria, também, o baterista deste projeto.  Smith, participará na gravação do álbum e do vídeo ao vivo Nocturne, de Siouxsie and the Banshees. Gravou também com esta banda,  durante o inverno de 1983-84, um álbum de estúdio —  Hyæna — onde tocaria outros estilos musicais ao piano e também com guitarras psicadélicas. Cansado pela carga de trabalho e das muitas drogas, deixará de ser membro dos Banshees para dedicar-se apenas ao seu grupo principal.

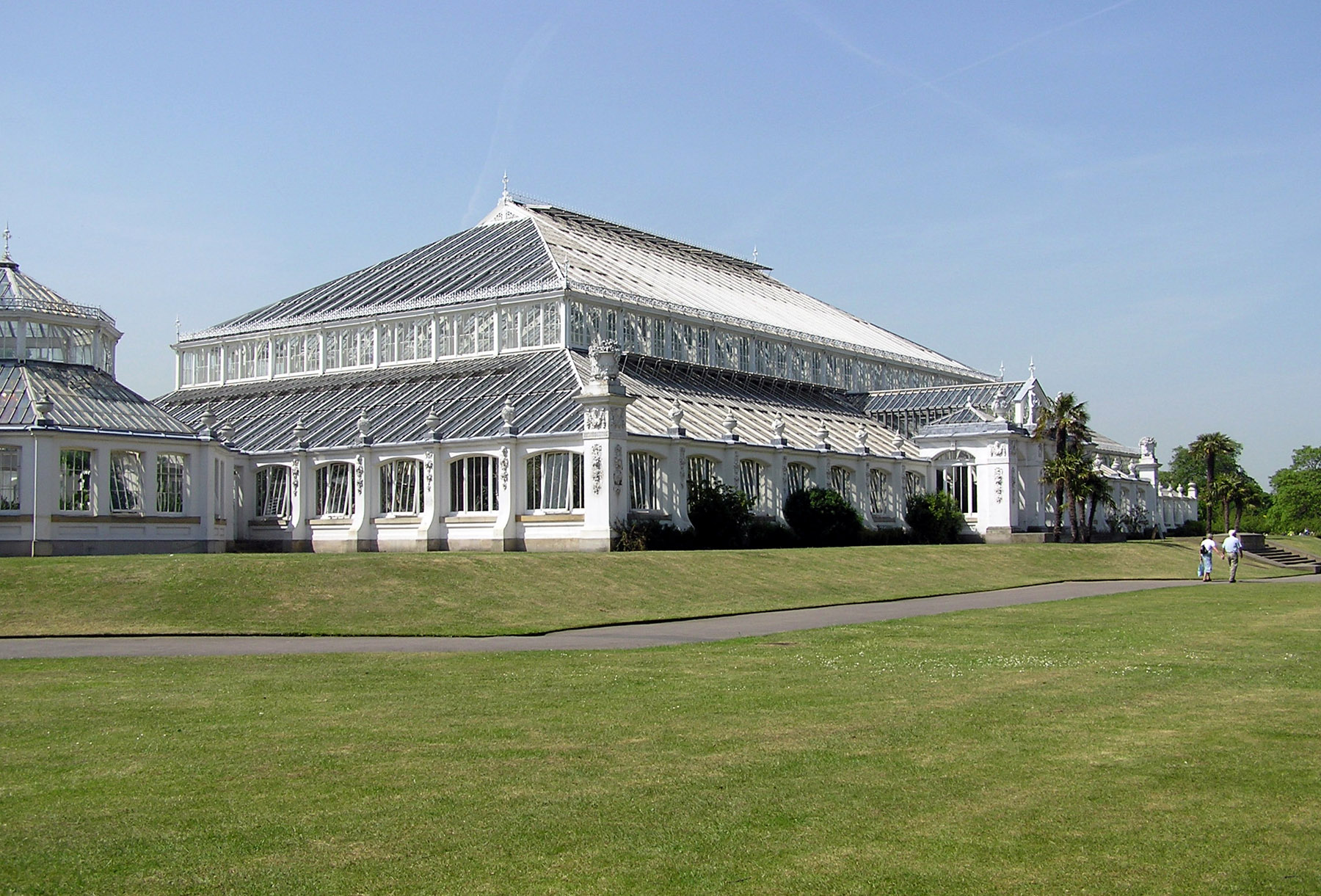
Kew Gardens, em Londres, local onde foi gravado o videoclipe para "The Caterpillar".

Em 1984, os The Cure, editam The Top, já com Porl Thompson, que, como já mencionado anteriormente, tinha estado associado aos Easy Cure — o período embrionário dos Cure. Importa referir as enormes influências psicadélicas — portanto com muitas drogas à mistura — assim como é relevante mencionar a passagem de Robert pelos Banshees e a digressão que estes fizeram por Israel e o sabor a flamenco do álbum. Robert Smith tocou neste álbum todos os instrumentos, com a excepção da bateria, e pode-se mesmo falar, se não de um álbum a solo, de um álbum quase inteiramente desenhado por este. The Caterpillar (#14/UK) será o único single deste trabalho. Da tournée de 1984 — ainda que apenas vocacionado para o mercado japonês — seria editado em vídeo o concerto de Tóquio denominado Live In Japan. Logo após este concerto, por distúrbios causados em um hotel, Andy Anderson, é descartado e enviado de volta a Londres. Aterram nos Estados Unidos sem baterista, mas após uns poucos concertos com Vince Ely dos Psychedelic Furs a fazer o lugar, Boris Williams é contratado definitivamente.

### Êxito comercial (1985–1993)
Em 1985, após uma longa conversa em um bar, Simon Gallup faz as pazes com Robert Smith e regressa aos Cure. Assim, já como uma verdadeira banda e para alegria de Smith, The Head On The Door é lançado no mercado e desta vez conseguem verdadeiramente atingir o mainstream de forma consistente e irromper no crucial mercado norte-americano. A formula era clara e representava uma cedência de Smith na sua receita incondicional até então: letras angustiantes, como sempre, mas agora com um som mais polido e amiga do ouvinte. Os singles "In Between Days" e "Close To Me" seriam canções emblemáticas na sua carreira, contudo, para além destes clássicos, este álbum possui outras preciosidades de cariz menos comercial mas que marcam igualmente a história da banda, como "Sinking", "Push", e mais ainda "A Night Like This". Foi um álbum bastante marcante na carreira do grupo devido ao seu som mais comercial e consequentemente muito mais abrangente em termos de público —  até aqui tinham sido essencialmente um grupo conhecido em certos circuitos alternativos — e isto traduziu-se em um interesse repentino generalizado e obviamente em um enorme sucesso financeiro. De repente, os Cure estavam no topo das bandas mais famosas do mundo e Robert era capa de revistas para adolescentes e um sex-symbol. Uma curiosidade deste álbum é que a música "The Blood" teria sido escrita após Robert Smith ter bebido uma garrafa de vinho do Porto, Lágrima de Cristo. Tentaram mesmo fazer uma música inspirada em fado, mas como os resultados não foram satisfatórios, decidiram-se por um som inspirado em flamenco - The Blood. Esta história foi confirmada ao público português no concerto de Lisboa de Novembro de 2016.

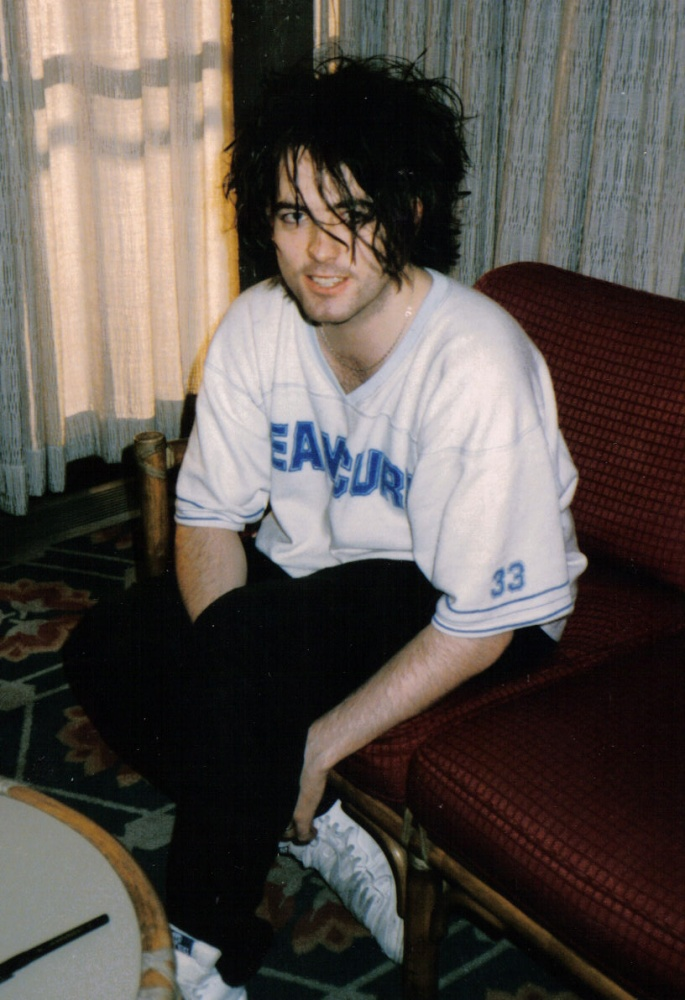
Robert Smith em 1985

Em 1986, o fenómeno de popularidade atinge um nível ainda mais elevado assim que a banda edita a compilação Standing on a Beach / Staring at the Sea. "Boys Don't Cry", que, em 1980, quando foi originalmente editada não obteve o sucesso esperado, em 1986 passa a ser o hino da banda para milhões de jovens do ocidente. Neste mesmo ano e para que se tenha noção da loucura que se vivia em torno da banda, Robert Smith "chocou" o mundo da música rock quando apareceu de cabelo cortado — a MTV, o mais famoso canal de música da altura, dedicou vários blocos noticiosos acerca do premente assunto. Sobre o tema, Robert afirmou: "é muito mau quando as pessoas te reconhecem pelo teu corte de cabelo e não pela tua música. Estava farto de ver tantas pessoas que se pareciam comigo." Da tournée de 1986 seria editado o vídeo, dirigido pelo já habitual e amigo da banda Tim Pope, In Orange.
| “ | Não sei por que razão as pessoas gostam mais de nós agora do que gostavam há cinco anos. Talvez estejamos a fazer música mais acessível. Talvez estejamos a fazer música melhor. Talvez seja apenas porque nos acham engraçados. | ” |

Em 1987 gravam no sul de França um disco duplo, Kiss Me Kiss Me Kiss Me — um projeto arrojado, com belas músicas pop em contraste com músicas cheias de raiva, exasperação e ódio, relembrando o período mais negro da banda. "Why Can't I Be You?", "Catch", "Hot Hot Hot!!!" e "Just Like Heaven" são algumas músicas do lado pop, que contrastam com "The Kiss", "Torture" ou "If Only Tonight We Could Sleep", entre outras. Desta vez mostraram que o espírito do Pornography continuava bem vivo, mas não se descuidaram na parte comercial. Atuam pela primeira vez em um país lusófono — o Brasil, com oito concertos: três no Ibirapuera em São Paulo, dois no Gigantinho em Porto Alegre, dois no Maracanãzinho no Rio de Janeiro e um no Mineirinho em Belo Horizonte. Lol Tolhurst, estava cada vez mais com dificuldades para atuar ao vivo devido aos seus problemas de alcoolismo, levando Robert Smith a ter que decidir convidar Roger O'Donnell, dos The Psychedelic Furs, para assegurar-se de que os teclados não seriam descurados.
Em 1989, surge o trabalho que é considerado, pela crítica especializada e de uma forma mais ou menos consensual, o melhor álbum da banda — Disintegration. Gravado numa fase particularmente difícil para Robert, tanto pela exposição mediática cada vez mais exigente pela pressão de seguir esta linha mais comercial e manter as vendas, mas ainda mais porque, na altura, vivia a angústia da passagem para os trinta anos tentando consciencializar-se de que o passado não tem regresso; além do consumo desmesurado de drogas também não ajudar ao bem estar psicológico. Ainda assim, Robert, consegue canalizar toda a sua depressão para as suas letras e música e desta vez não fez cedências comerciais — para grande horror da sua editora que esperava hits na esteira dos singles anteriores e as gravações não apontavam de todo para esse lado. O espectro de Pornography estava novamente de regresso — isolamento, incerteza, angústia, arrependimento, relações condenadas, perda de fé — mas nunca o triste e o belo, na carreira da banda, esteve tão perto da perfeição. Para alívio da editora, pouco tempo depois, foi considerado o álbum do ano para a Melody Maker e novamente um sucesso comercial ainda mais esmagador. Com este disco e especialmente com os singles, alcançam bastante atenção mundial, em particular no mercado mais apetecível que é o dos Estados Unidos — "Fascination Street", "Pictures Of You", e principalmente, "Lullaby (#5/UK)" e "Lovesong" (#2/US) atingem óptimas posições nas tabelas. Laurence Tolhurst, logo após um ultimato do resto do grupo a Robert Smith, é inevitavelmente e para bem de todos, inclusivamente dele próprio, afastado da banda devido aos seus infindáveis problemas com o álcool e fraca, ou mesmo inexistente, contribuição. Em consequência, Roger O'Donnell, que já havia sido convidado por Robert em 1987, passa a assegurar a função a tempo inteiro. Após uma tournée mundial — que pela primeira vez passa por Portugal, no Estádio de Alvalade em Lisboa, — Robert despede-se com um "goodbye and I'll never see you again" ("adeus e nunca mais vos verei novamente"). Corroborou a ameaça declarando igualmente à imprensa que esta seria a sua última tournée. Mas, apesar do ambiente ter sido bastante intenso quando realizaram as gravações assim como durante a  tournée e que tudo isto tenha deixado marcas no relacionamento entre os membros da banda, as suas ameaças não se viriam a confirmar.
| “ | Chegou a um ponto em que eu já não conseguia lidar [com a atenção mediática] e então decidi que esta seria a minha última tournée. Simplesmente já não conseguia lidar com o tipo de atenção que me despendiam. | ” |

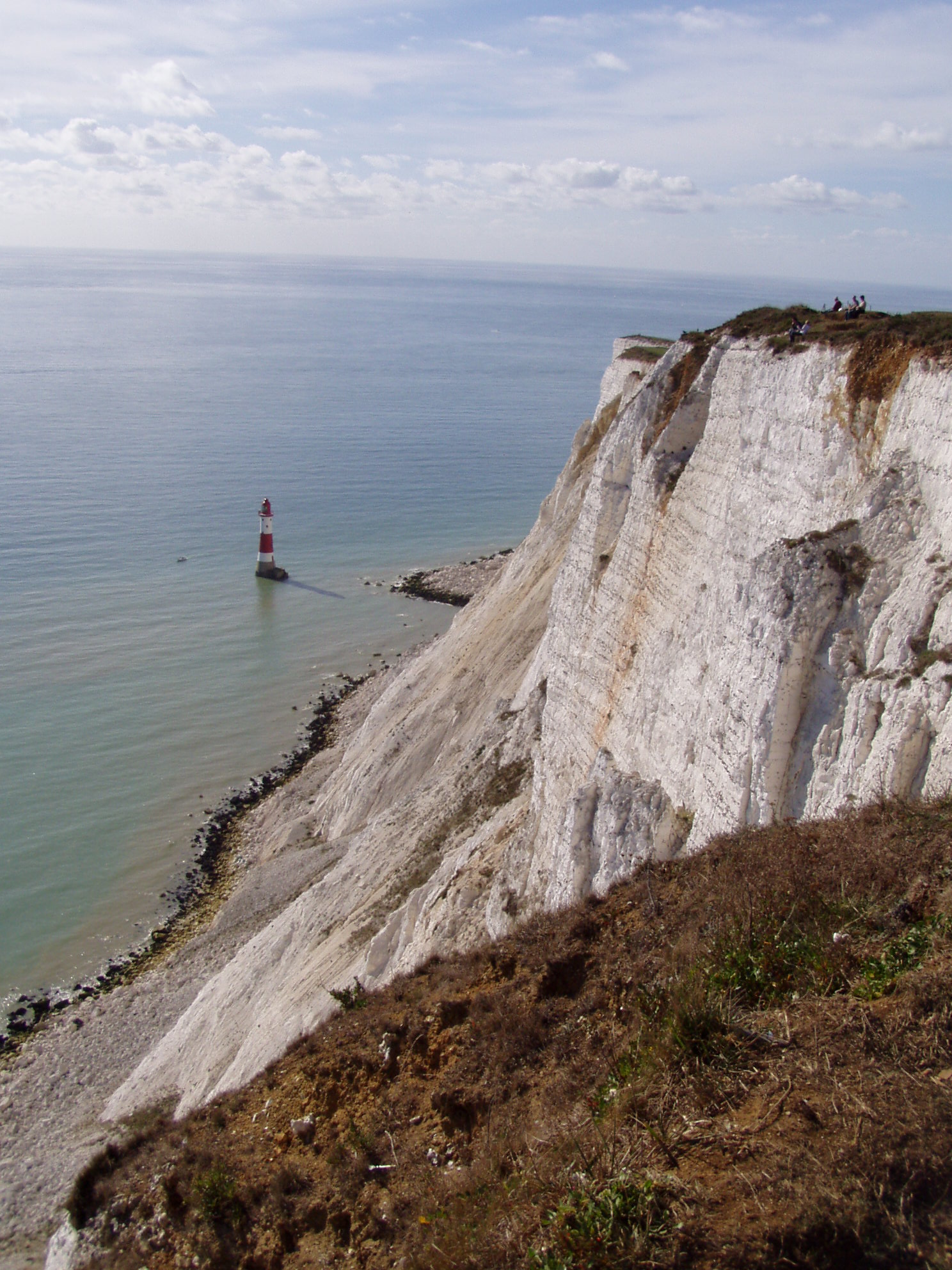
Beachy Head, no Sul de Inglaterra, local onde foram gravados os videoclipes de "Just Like Heaven" e "Close To Me".

Em 1990, "Lullaby" recebe um Brit Award para a categoria de "melhor videoclipe". Neste mesmo ano, O'Donnell, sentido-se algo à parte, opta por deixar a banda e é substituído por um roadie dos Cure — Perry Bamonte, que nunca tinha tocado teclados na vida. Ainda em 1990, com o seguinte álbum, Mixed Up, — talvez, uma vez mais, em uma tentativa deliberada de se libertar de quaisquer rótulos e mesmo de resfriar o estatuto de estrela que tinha alcançado — Robert Smith surpreende todo o mundo, e novamente os seus fãs, ao apresentar uma coletânea de remixes de alguns dos seus mais conhecidos temas. Deste álbum serão extraídos os singles, "Never Enough" (inédito) e "Close To Me" (versão remix).
Em 1991, os leitores do jornal de música britânico, Sounds, elegem os The Cure como a "melhor banda ao vivo". Ganham também o prémio para o "melhor vídeo promocional" ("Never Enough"), enquanto Robert ganha o prémio de "melhor músico" e "melhor voz masculina".
Ainda, em 1991, vencem outro Brit Award — desta vez são distinguidos como a "melhor banda britânica".
Em 1992 sai um novo disco de originais, Wish, que tinha a difícil missão de superar o admirável e aclamado Disintegration. Por isso mesmo, para muitos, foi uma decepção, mas esquecendo o facto de a fasquia ser demasiado alta para igualar tal objetivo, Wish não deixa de ser notável. "A Letter To Elise", "High" e especialmente "Friday I'm In Love" foram os singles que mais uma vez atingiram os lugares cimeiros das tabelas de vendas mundiais. Este trabalho atingiu o pico de álbuns mais vendidos no Reino Unido, foi segundo nos Estados Unidos e foi o que mais sucesso comercial teve até à data, excluindo as compilações . Ignorando a parte comercial, que tinha e representava a volta à receita do álbum de 1985, esta não era, apesar das acusações, de todo, a sua essência. Os velhos Cure, melancólicos e depressivos, continuavam presentes em temas incontornáveis na sua carreira como "Open", ou "From the Edge of the Deep Green Sea" e obviamente no tema que dava nome ao álbum — "To Wish Impossible Things".
Os The Cure tinham atingido o auge da sua fama e ao mesmo tempo muita saturação por tudo o que implica esse tipo de exposição massiva. Seguiu-se mais uma gigantesca tournée mundial, da qual seriam editados dois álbuns ao vivo; Show, com o lado mais comercial, e Paris, priorizando as canções mais intimistas. Aqui terminava mais uma fase dos The Cure. Boris Williams e Porl Thompson — ambos já referências na sonoridade e misticismo inerente à banda — estavam de partida.

### Declínio comercial (1994–1999)

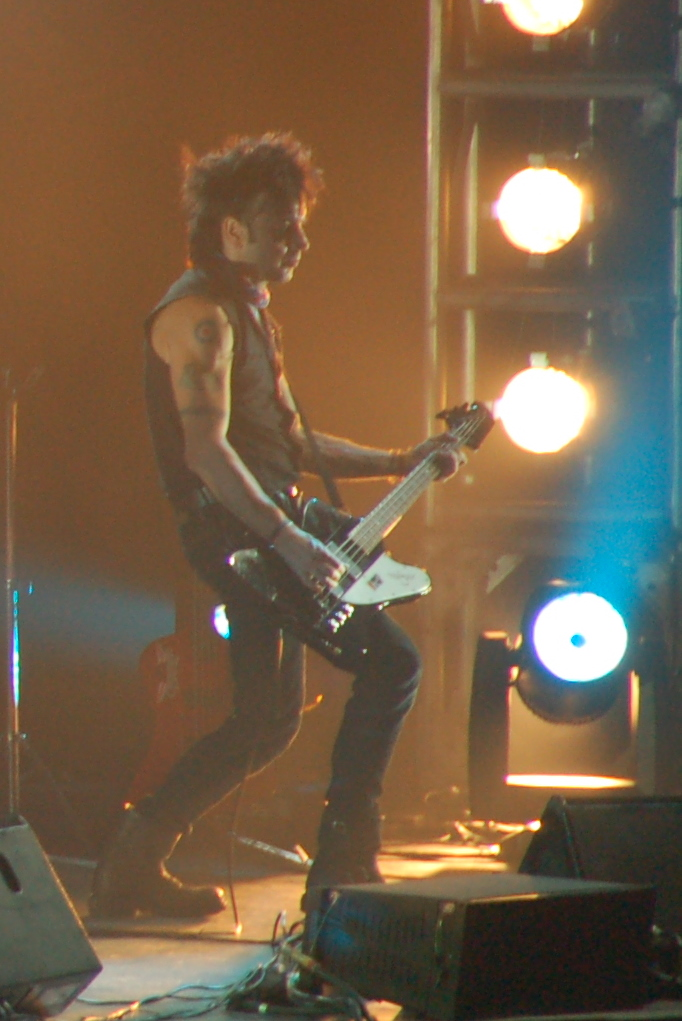
Simon Gallup na sua pose habitual

Após a debandada, Robert Smith teve também que lidar com o processo judicial que Lol Tolhurst lhe movera em 1991, contra a sua pessoa e a Fiction Records, por direitos sobre o nome da banda e mais direitos financeiros que julgara ter. Apesar de ter perdido o caso, Lol Tolhurst, também causa danos à banda, que neste período praticamente deixou de existir.
Em 1995, Robert consegue juntar alguns elementos e começa a pensar mais seriamente em um novo álbum. Roger O'Donnell havia sido convidado novamente e assim Perry deixa os teclados para passar a usar a guitarra a tempo inteiro. Simon, sem novidade, continua no baixo. Como solução para a falta de baterista decidem colocar um anúncio na NME e Jason Cooper, um desconhecido até então, consegue o lugar. Fazem uma pequena tournée por festivais europeus, incluindo o Super Bock Super Rock em Lisboa.
Devido aos imensos problemas que enfrentaram, foi apenas em 1996 que editaram um novo álbum, Wild Mood Swings. Um hiato demasiado longo para um mundo demasiado activo e sedento de novas direcções — e que praticamente já os tinha esquecido e descartado — e nesta altura já vivia absorvido na seguinte 'excitante nova vaga', o britpop. Britpop que prestava tributo aos Smiths ao mesmo tempo que ignorava e, por vezes, maltratava de forma veemente a banda de Robert Smith. Todavia, é inegável que o álbum fica bastante aquém das expectativas criadas por Robert e pelos próprios fãs. Um álbum bastante heterogéneo e com sonoridades novamente completamente atípicas, e para muitos até antagónicas, o que provocou um imediato rechaço por parte de quase todos. O facto de o álbum contar com vários bateristas nas gravações também não ajudou e assim, desta vez, não obteve qualquer complacência. Pela primeira vez um álbum de originais dos Cure tinha vendido (muito) menos que o seu antecessor. Seguiu-se uma nova tournée mundial que, mesmo apesar do fracasso comercial do álbum, enche as salas de espectáculos por todo o mundo. Apresentam-se novamente em terras tupiniquins no Pacaembu em São Paulo e na última edição do Hollywood Rock Festival no Rio de Janeiro, motivados por um abaixo-assinado de fãs brasileiros. Iniciava-se uma longa travessia no deserto preenchida por alguns festivais de verão, algumas colaborações e, em 1997, uma nova compilação de singles intitulada Galore, que não alcançou o sucesso esperado. A fase de declínio tinha-se instalado e já ninguém tinha boas palavras sobre a banda, antes pelo contrário.
Em 1998 passam pela terceira vez por Portugal, inseridos uma vez mais no contexto de uma pequena tournée por alguns festivais europeus — agora regressavam para um concerto no Festival do Sudoeste, em Portugal, e para o primeiro concerto — totalmente grátis — na Praia de Riazor, em Corunha, Galiza

### Lento ressurgimento até ao reconhecimento geral (2000 - presente)
Em 2000, segundo Robert Smith, os The Cure regressavam para completar a trilogia iniciada com os álbuns Pornography e Disintegration — esse álbum seria Bloodflowers. Apanhando alguns de surpresa, mas já com muitas reservas por parte de outros mais experientes, Robert afirmava que acabaria com os Cure logo após o fim da tournée de suporte do álbum . Uma vez mais a sua "ameaça" não seria concretizada. O disco, apesar de não estar ao nível dos outros dois, reanima indiscutivelmente os The Cure, alimentando um repentino e quase já inesperado entusiasmo pela banda mesmo sem qualquer single editado. O álbum foi nomeado para um Grammy Award na categoria de melhor álbum de rock alternativo. A tournée mundial foi vista por mais de um milhão de pessoas e, após muitos anos de desinteresse geral, começa-se a sentir um inverter da tendência. Este seria o último álbum de originais que gravariam pela Fiction Records.
Em 2002 realizaram uma nova tournée europeia por festivais do velho continente, incluindo, uma vez mais, o Festival do Sudoeste em Portugal e, em Novembro do mesmo ano, realizam os extraordinários concertos da trilogia (Pornography, Disintegration e Bloodflowers) nas cidades de Bruxelas e Berlim. Em cada uma destas três noites a banda apresenta ao vivo as três obras completas perante uma audiência em êxtase. As duas últimas noites podem ser revistas, parcialmente, no DVD Trilogy entretanto editado pela banda.
Apesar de já algumas (poucas) bandas o terem referido no passado, é por esta altura que começam mais frequentemente a mencionar Smith e os Cure como uma das suas principais influências. Smashing Pumpkins, Placebo, Interpol, Mogwai, Deftones, Bloc Party, Dinosaur Jr., Blink-182, Jane's Addiction, My Chemical Romance, Hot Hot Heat, The Rapture, Thursday, Amanda Palmer, são algumas das bandas que se podem referir, ainda que omitindo uma interminável lista de bandas góticas que foram e continuam a ser, obviamente, muito influenciadas pelos Cure. A banda é agora considerada, por várias publicações, uma das bandas que mais influenciou o rock alternativo moderno e assim o seu estatuto começa novamente a ser restabelecido. Neste sentido, é com naturalidade que a banda recebe o prémio — "The Most Inspiring Band" — da revista inglesa Q, perante uma plateia que recebeu Robert Smith de pé.

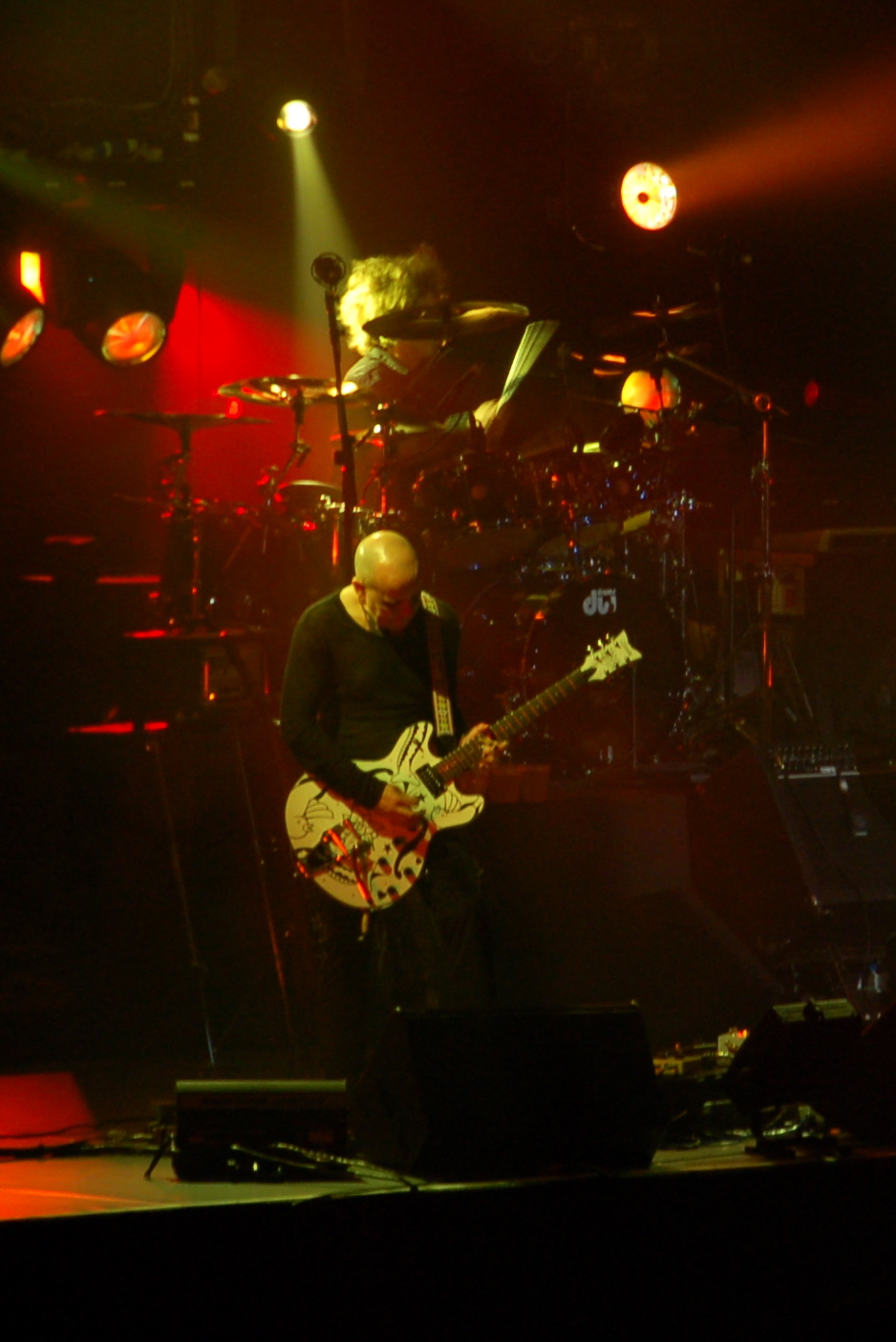
Porl Thompson, ex-guitarrista dos The Cure.

Em 2004 lançam um novo álbum com o simples título de The Cure, gravado pela Geffen Records e produzido pelo intenso e controverso Ross Robinson — o aclamado padrinho do Nu Metal. A experiência para alguns dos membros não foi a mais agradável ainda que Robert não tenha apresentado grandes queixas pessoais e tenha considerado que nenhum outro álbum tenha sido realizado com tanta paixão quanto esse. Inesperadamente, foi mais aclamado pela imprensa internacional que pelos próprios fãs, considerando este álbum como o melhor desde o Disintegration.
A MTV promove uma homenagem ao grupo de Smith — MTV Icon — com a presença de bandas que nos apresentam covers e depoimentos de músicos falando acerca da importância que os Cure tiveram para as suas bandas e para as suas próprias vidas. Estiveram presentes: Razorlight, AFI, Red Hot Chili Peppers, Audioslave, Air, Good Charlotte, The Rapture, The Killers, Marilyn Manson, Metallica, Interpol, Deftones, Blink-182, Placebo, etc.
| “ | …No último verão, senti-me completamente à deriva pela primeira vez na minha vida. Senti-me desassociado de tudo o que sempre me ancorou. Senti que não encaixava na minha casa e na minha família. Simplesmente já não me sentia confortável e as primeiras duas canções [Lost e Labyrinth] refletem isso | ” |

Entram para o Rock Walk of Fame e passam a figurar ao lado das maiores lendas da música rock mundial. Fazem uma pequena tournée europeia que passa pelo Festival de Vilar de Mouros, em Portugal e Festival Xacobeo, em Santiago de Compostela, Galiza. Após esta tournée, Perry e Roger saem da banda sem grandes revelações, por parte de Smith, dos motivos para tal decisão; ao passo que Porl Thompson, e para grande gáudio dos fãs, regressa. Roger, bastante amargurado, faz comentários bastante depreciativos em relação a Robert e à banda e jura nunca mais voltar. A reestreia de Porl deu-se no palco de Paris do Live 8 em 2005.
Em 2005 fazem uma nova tournée com a "nova banda" por alguns dos maiores festivais Europeus e que em 2006 seria editado em DVD com o nome Festival 2005. Durante o período entre 2005 e 2007, Robert Smith protelou sucessivamente a apresentação do novo álbum da banda alegando falta de inspiração e inclusivamente adiou a tournée que passaria pelos Estados Unidos e Canadá a fim de terminar o álbum o mais rapidamente possível. Em Julho de 2007 teve início uma digressão mundial que começou na Ásia,  passou por Oceania (Austrália e Nova Zelândia) mas foi abruptamente adiada quando se preparava para chegar aos Estados Unidos pelos motivos acima referidos. Em 2008 esta tournée passou pela Europa, incluindo um concerto no Pavilhão Atlântico em Portugal, seguindo posteriormente para América do Norte.
Em 27 de Outubro de 2008, é lançado na maior parte dos países da UE, inclusive Portugal, o décimo terceiro álbum de originais da banda, 4:13 Dream, após quatro singles de promoção e um EP. Com a excepção do tema de abertura, que nos remete para ambientes do Disintegration, não convenceu ninguém.
Entretanto, Porl Thompson, logo depois desta tournée e apanhando a todos de surpresa, é misteriosamente afastado da banda sem qualquer explicação oficial, apenas sendo irrefutável esta alegação porque desde então nunca mais apareceu em qualquer evento da banda. Até ao momento permanece um tabu.
Em 2011, os Cure fazem os concertos especiais "Reflections", que pretendiam emular a ideia do "Trilogy" de 2002, sendo que desta vez recriam os três primeiros álbuns da banda — Three Imaginary Boys; Seventeen Seconds; Faith.  Foram realizados concertos — a preços exorbitantes, mas cada vez mais habituais — em Sydney, Londres, Nova Iorque e Los Angeles. Roger O'Donnel e Lol Tolhurst — este último, após recuperação dos seus problemas de alcoolismo e anos a meditar sobre o que se passou, resolveu escrever a Robert pedindo desculpa —  foram convidados para integrar a banda nesta pequena digressão. Roger anunciaria, em Setembro, perante a perplexidade de muitos, que estava de regresso à banda pela terceira vez. Foram também indicados, pela primeira vez, para o Rock and Roll Hall of Fame, mas acabaram por não ser seleccionados.
Foi ainda editado, no final de esse ano, o álbum "Bestival Live 2011", sucedendo, no que concerne a registos ao vivo, ao álbum de 1993, Paris.
Em 2012, deram a conhecer ao mundo que iriam fazer mais uma digressão pelos maiores festivais europeus e passaram, assim, pela sétima vez por Portugal — desta vez pelo Festival Optimus Alive. Esta digressão, teve a participação do lendário guitarrista de David Bowie, Reeves Gabrels — que já tinha trabalhado com Robert no single Wrong Number de 1997 — e este demonstrou a destreza necessária e a habilidade para fazer esquecer, parcialmente, Porl Thompson. Reeves é neste momento membro integrante da banda.
A banda tem-se apresentado constantemente pelo mundo perante salas e estádios esgotados — assim, passaram pela América do Sul em 2013, com a LatAm Tour (Latino America) EUA e Europa em 2016, incluindo Portugal (Lisboa) -. Nesta última, presentearam os fãs com duas músicas inéditas: "Step into the light" e "It can never be the same".
Em Dezembro de 2018, após 40 anos desde a edição do seu primeiro single — Killing an Arab —   a banda teve conhecimento da sua entrada no Rock and Roll Hall of Fame, juntamente com Radiohead, Roxy Music e outros, ao passo que anunciou publicamente estar a finalizar um novo trabalho de originais.
No início da tournée mundial "Lost World", em Outubro de 2022, Parry Bamonte regressava surpreendentemente à banda, voltando a assumir tanto partes de guitarra como de teclados. Esta tournée promovia o álbum que seria editado dois anos mais tarde — "Songs of a Lost World".
Em Novembro de 2024 a banda edita finalmente o álbum — tão aguardado e sucessivamente adiado —  e este é recebido com imensas críticas extremamente positivas sendo considerado por algumas publicações da especialidade o melhor álbum do ano. O estatuto da banda estava totalmente restabelecido e é agora elogiada por todos.  

## Características musicais

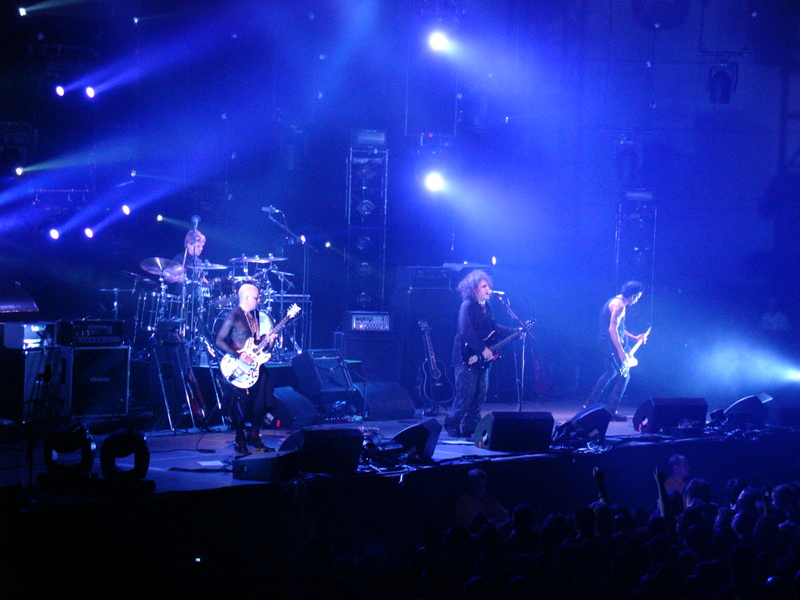
The Cure ao vivo no Pavilhão Atlântico, Lisboa, em Março de 2008

O álbum de estreia da banda, Three Imaginary Boys (1979), junto com vários primeiros singles fizeram com que a banda fosse considerada uma das principais divulgadoras do pós-punk na Inglaterra e no Reino Unido. Começando com seu segundo álbum de estúdio, Seventeen Seconds (1980), o grupo adotou uma sonoridade cada vez mais sombria, que, junto com o visual de Robert Smith, cimentou a imagem gótica da banda.
Os Cure tem sido frequentemente categorizados como uma banda de rock gótico, embora Robert Smith tenha negado quaisquer associações com o termo "gótico" e a subcultura associada, dizendo em 2006 que "é patético que a palavra 'gótico' ainda se cole ao nome The Cure",  e acrescentou "não somos categorizáveis. Suponho que fossemos pós-punk quando aparecemos, mas na totalidade é impossível. Eu só toco 'música Cure', seja lá o que isso for."
Apesar de serem associados a músicas sombrias e melancólicas, os Cure obtiveram um maior sucesso comercial com músicas alegres, e fizeram parte do movimento new wave da década de 1980. A Spin Magazine escreveu uma metáfora sobre a alternância de humor da banda dizendo que; "Os Cure sempre foram uma banda do tipo: ou Robert Smith está a lamber um algodão-doce pegajoso com seus dedos manchados de batom ou está afincadamente dedicado a uma intensa tristeza melancólica.
O estilo musical primário dos Cure tem sido listado como "linhas de baixo melódicas e dominantes; vozes lamuriosas e sufocantes; e uma obsessão lírica com o existencial, quase um desespero literário".
A maior parte das músicas dos Cure começam com as partes de baixo e de bateria de Smith e Gallup. Ambos gravam demos em casa e depois em estúdio aperfeiçoam suas ideias. Smith afirmou em 1992, "Penso que quando as pessoas falam comigo acerca do som dos Cure, referem-se ao baixo de 6 cordas, guitarra acústica, e à minha voz, mais o som de cordas do Solina". Por cima desta base é acrescentado "grandes camadas de guitarras e sintetizadores" Os teclados sempre foram um componente no som da banda desde o Seventeen Seconds, e a sua importância aumentou com o uso proeminente no Disintegration.

## Legado

### Influência
Os The Cure têm servido como uma influência principal em diversos artistas que emergiram durante os trinta anos de carreira da banda, incluindo Jane's Addiction, The Smashing Pumpkins, e Dinosaur Jr. Smith notou que ele vê as bandas influenciadas pelos Cure, Interpol e My Chemical Romance, com afeto, acrescentando que "também acho a obsessão com Simon [Gallup] de Carlos D. [baixista do Interpol] fofa". Além disso, o grupo foi uma das primeiras bandas alternativas a ter um sucesso comercial nas tabelas de vendas numa era antes do rock alternativo ter chegado ao mainstream. Em 1992, a NME afirmou que os Cure se tornaram, durante os anos 1980, "uma máquina de sucessos gótica (19 até hoje), um fenómeno internacional e, sim, a banda alternativa mais bem sucedida que já vagou desconsoladamente pela Terra".
O Hall da Fama do Rock and Roll escolheu os Cure para introdução na sua classe de 2019. Apesar de serem elegíveis para o Hall da Fama desde 2004, eles foram candidatos apenas uma vez antes, em 2012. A cerimônia de introdução foi 29 de março de 2019 no Barclays Centre em Brooklyn, Nova York. Os membros nomeados pelo Hall da Fama como parte da banda foram Perry Bamonte, Jason Cooper, Michael Dempsey, Reeves Gabrels, Simon Gallup, Roger O'Donnell, Robert Smith, Porl Thompson, Lol Tolhurst e Boris Williams. Gabrels inicialmente não estava incluso, mas foi adicionado em fevereiro de 2019. Durante a cerimônia, os The Cure foram introduzidos por Trent Reznor e tocaram "Shake Dog Shake", "A Forest", "Lovesong", "Just Like Heaven" e "Boys Don't Cry".

### The Cure na cultura popular
Várias referências foram feitas aos The Cure e à sua música na cultura popular. Diversos filmes usaram títulos de canções dos Cure como títulos de filme, incluindo Boys Don't Cry (1999) e Just Like Heaven (2005). A imagem de Robert Smith também influenciou o estilo cinematográfico do diretor Tim Burton. A série de TV One Tree Hill tem feito várias referências ao grupo: vários episódios têm nomes de canções como "To Wish Impossible Things", "From The Edge of the Deep Green Sea", "The Same Deep Water as You" e "Pictures of You". A música "Apart" teve um papel proeminente em um dos últimos episódios da 1ª temporada.   Adicionalmente, na 3ª temporada, Peyton e Elie entram em uma discussão quanto a qual é o melhor álbum dos Cure: Disintegration ou Wish. E no final da 5ª temporada, Peyton escreveu a letra de "Lovesong" no chão da Rivercourt.
Em algumas situações, a imagem obscura dos Cure tem sido parodiada. No segundo ano de The Mighty Boosh, The Moon canta o refrão de "The Lovecats". Noutro ponto desta série, um poderoso spray para cabelo, o Goth Juice, é dito ser "O mais poderoso spray de cabelo conhecido pelo homem; feito das lágrimas de Robert Smith". The Mary Whitehouse Experience mostrava frequentemente breves clipes das estrelas do show cantando músicas cómicas e rimas de enfermaria como os The Cure em um estilo deprimente. Robert Smith apareceu no episódio final da primeira série de The Mary Whitehouse Experience, dando um soco no personagem Ray (interpretado por Robert Newman) enquanto murmurando a frase de impacto de Ray "Oh no what a personal disaster" ("Oh não, que desastre pessoal").
Robert Smith deu voz a si próprio na primeira temporada da série animada South Park a pedido de um dos criadores, Trey Parker, um fã dos Cure. Smith apareceu no episódio "Mecha-Streisand", onde lutou contra a gigante metálica Barbra Streisand. Assim que se afasta triunfante pela montanha acima no fim do episódio, o personagem Kyle Broflovski grita "O Disintegration é o melhor álbum de sempre".
Na série, Mr. Robot, pode-se escutar "Pictures of You" enquanto Elliot se relembra da sua amada, Shayla, assassinada. Disintegration era um dos seus álbuns favoritos.
"A Few Hours After This" (versão de 2015) — a original fazia parte do Maxi single de "In Between Days" de 1985 —  surge nos créditos finais, do segundo episódio da quarta temporada, da série britânica "Luther".
A música "Splintered in Her Head", do single "Charlotte Sometimes", de 1981, foi usada como a 1ª trilha de abertura do programa Roda Viva, da TV Cultura entre 1986 e 1994.

## Discografia
Em 2008, os The Cure tinham editado treze álbuns de estúdio, além de diversos singles, colectâneas, apresentações ao vivo e documentários de gravação.
- 1979 - Three Imaginary Boys
- 1980 - Seventeen Seconds
- 1981 - Faith
- 1982 - Pornography
- 1983 - Japanese Whispers
- 1984 - The Top
- 1985 - The Head On The Door
- 1987 - Kiss Me Kiss Me Kiss Me
- 1989 - Disintegration
- 1992 - Wish
- 1996 - Wild Mood Swings
- 2000 - Bloodflowers
- 2004 - The Cure
- 2008 - 4:13 Dream
- 2024 - Songs of a Lost World

## Membros

### Atuais
- Robert Smith: vocais e guitarra (1976 - atualmente), teclados (1976 - 1979, 1980 - 1983, 1990 - 1995, 2004-2011), baixo (1982 - 1983, 1990 - 1995, 2005 - 2008)
- Simon Gallup: baixo (1980 - 1982, 1985 - atualmente), teclados (1980 - 1982, 1990 - 1995, 2005 - 2011)
- Roger O'Donnell: teclas (1987 - 1990, 1995 - 2004, 2011 - atualmente)
- Jason Cooper: bateria (1995 - atualmente)
- Reeves Gabrels: guitarra (2012 - atualmente)
- Perry Bamonte: teclados e guitarra (1990 - 1995), guitarra (1990 - 2005), teclados e guitarra (2022 - atualmente)

### Ex-integrantes
- Michael Dempsey: baixo (1976 – 1979)
- Matthieu Hartley: teclados (1979 - 1980)
- Andy Anderson: bateria (1983 - 1984)
- Phil Thornalley: baixo (1983 – 1984)
- Laurence Tolhurst: bateria, (1976 – 1983) teclados (1976 – 1979, 1980 – 1989, 2011)
- Boris Williams: bateria (1984 - 1993)
- Porl Thompson: guitarra (1984 - 1993, 2005 - 2008), teclados (1990 - 1993, 2005 - 2008)

## Prémios

### Certificados da RIAA
Informações retiradas da base de dados da RIAA.
- The Head On The Door - Disco de ouro (18 de Março de 1991)
- Standing on a Beach - Disco de dupla platina (12 de dezembro de 1997)
- Staring At The Sea - The Images - Disco de platina (27 de setembro de 1989)
- The Cure In Orange - Disco de platina (18 de Janeiro de 1990)
- Kiss Me, Kiss Me, Kiss Me - Disco de platina (14 de agosto de 1990)
- Disintegration - Disco de dupla platina (1 de julho de 2004)
- Mixed Up - Disco de platina (11 de agosto de 1992)
- Picture Show - Disco de ouro (11 de Maio de 1993)
- Wish - Disco de platina (16 de Junho de 1992)
- Wild Mood Swings - Disco de ouro (1 de julho de 1996)
- Galore - Disco de ouro (17 de Outubro de 2001)
- Trilogy - Disco de platina (26 de julho de 2005)

### Certificados da BPI
Informações retiradas da base de dados da Indústria Fonográfica Britânica.
- Boys Don't Cry - Disco de platina (1 de Março de 1991)
- The Head On The Door - Disco de ouro (9 de Dezembro de 1985)
- Standing on a Beach - Disco de ouro (17 de Junho de 1986)
- Disintegration - Disco de ouro (5 de Maio de 1989)
- Mixed Up - Disco de ouro (26 de Novembro de 1990)
- Wish - Disco de ouro (1 de Maio de 1992)

### Award Shows
- "Fascination Street" — Best Post Modern Video, MTV Video Music Awards (1990) (indicação)[110]
- "Lullaby" — Best British Music Video, Brit Awards (1990) (vencedor)[110]
- The Cure — British Group, Brit Awards (1991) (vencedor)[110]
- Wish — Best Alternative Music Performance, Grammy Awards (1993) (indicação)[110]
- Bloodflowers — Best Alternative Music Performance, Grammy Awards (2001) (indicação)[110]
- The Cure — The Most Inspiring Band, Q Awards (2003) (vencedor)
- The Cure — Best Live Act, MTV European Awards (2008) (indicação)
- The Cure — Godlike Genious, NME Awards (2009) (vencedor)